# Rockwood (Tennessee)
Rockwood – miasto w Stanach Zjednoczonych, w stanie Tennessee, w hrabstwie Roane.